# Henry Morris Myers
Henry Morris Myers (Estados Unidos, 1842-1872) es un artista de dibujo estadounidense. Estuvo en Venezuela para el año de 1867, gracias al Instituto Smithsoniano.

## Llegada a Venezuela
Luego de haber llegado a Caracas, el artista decidió recorrer los llanos en mula. Tras su recorrido, realizó diversos apuntes del paisaje y de todas las tradiciones y costumbres de los llaneros que iba conociendo. 
En tan solo cuatro meses y medio, Morris conoció todo el país. “Del otro lado del Orinoco, en La Urbana, donde la gente está contagiada por la fiebre del oro, Meyer [sic] asiste a una fiesta donde se sirve sancocho, cochino frito y cazabe” (Pineda, 1980, II, p. 69).
No se sabe con exactitud el propósito de aquel viaje por la llanura, pero se dedujo que el pintor fue motivado por una publicación en Nueva York del libro de Ramón Páez, titulado Travels and Adventures in South and Central America: Life in the Llanos of Venezuela. Este libro trata sobre el recorrido por los llanos que tuvo el autor junto a su padre, el general José Antonio Páez.

## Publicaciones
Algunas de sus anotaciones fueron publicadas en 1871 con el título Life and Nature under the Tropics. Contaba con grandiosas ilustraciones del autor que fueron grabadas por John Filmer. Una de estas era la inundación en los llanos de Venezuela y un paisaje de La Guaira. 